# Tetragnatha paradisea
Tetragnatha paradisea är en spindelart som beskrevs av Pocock 1901. Tetragnatha paradisea ingår i släktet sträckkäkspindlar, och familjen käkspindlar. Inga underarter finns listade i Catalogue of Life.